# طواف الصين I 2016
طواف الصين I 2016 (بالألمانية: Tour of China I 2016) هو سباق دراجات هوائية، وهو الموسم رقم 13 من نفس السباق، وأقيم خلال الفترة 9 سبتمبر 2016، وحتى 16 سبتمبر 2016، وامتدّ لمسافة 677.7 كيلومتر، وهو أحد سباقات طواف آسيا للدراجات 2016.

## الفرق
| فرق قارية محترفة (3)- نيبو-فيني فانتيني-يوربا أوفيني ‏ - تيم نوفو نورديسك ‏ - أندروني جوكاتولي-سيدرمك 2016 ‏ فرق قارية (19)- Alpha Baltic–Maratoni.lv ‏ - Rietumu Banka–Riga ‏ - Kolss Cycling Team ‏ - مينسك سي سي 2016 ‏ - كولوكويك-كولت 2016 ‏ - أموري وفيتا - برودير ‏ - Bennelong SwissWellness Cycling Team p/b Cervelo ‏ - Kenyan Riders Downunder ‏ - بايك أيد ‏ - Astana City ‏ - تيرينجانو سايكلنج تيم ‏ - LX Cycling Team ‏ - HKSI Pro Cycling Team ‏ - RTS–Monton Racing Team ‏ - FNIX–SCOM–Hengxiang Cycling Team ‏ - Shenzhen Xidesheng Cycling Team ‏ - Keyi Look Cycling Team ‏ - Yunnan Lvshan Landscape ‏ - Jilun Cycling Team ‏ |  |
| |  |

## المراحل
| المرحلة   | التاريخ   | الدورة                                                                             | type         | المسافة (كم) | الفائز بالمرحلة   | القائد العام      |
| --------- | --------- | ---------------------------------------------------------------------------------- | ------------ | ------------ | ----------------- | ----------------- |
| المرحلة 1 | 9 سبتمبر  | تيانجين – تيانجين                                                                  | مرحلة مستوية | 109٫2        | Marco Benfatto ‏   | Marco Benfatto ‏   |
| المرحلة 2 | 10 سبتمبر | Weichang Manchu and Mongol Autonomous County ‏ – Fengning Manchu Autonomous County ‏ | مرحلة متوسطة | 157٫8        | Marco Benfatto ‏   | Marco Benfatto ‏   |
| المرحلة 3 | 12 سبتمبر | Banan, Chongqing ‏ – Banan, Chongqing ‏                                              | مرحلة جبلية  | 114٫7        | Raffaello Bonusi ‏ | Raffaello Bonusi ‏ |
| المرحلة 4 | 13 سبتمبر | باتشونغ – Pingchang County ‏                                                        | مرحلة جبلية  | 157٫4        | Mattia De Marchi ‏ | Raffaello Bonusi ‏ |
| المرحلة 5 | 14 سبتمبر | ليشان – ليشان                                                                      | مرحلة متوسطة | 138٫6        | نيكولا ماريني     | Raffaello Bonusi ‏ |
| المرحلة 6 | 16 سبتمبر | شينتشو – شينتشو                                                                    | مرحلة مستوية | 99٫6         | Marco Benfatto ‏   | Raffaello Bonusi ‏ |

## النتيجة

### مرحلة 1
أجريت في 9 سبتمبر 2016، وامتدّت لمسافة 109.2 كيلومتر.
| \| التصنيف العام \| التصنيف العام \| التصنيف العام \| التصنيف العام \| التصنيف العام \| \| العداء \| العداء \| الفريق \| الوقت \| \| \| ------------- \| --------------------------- \| ------------------------------------ \| ------------- \| ------------- \| \| 1 \| Marco Benfatto [الإنجليزية]‏ \| أندروني جوكاتولي-سيدرمك [الإنجليزية]‏ \| 2 س 13 د 16 ث \| \| \| 2 \| Paolo Lunardon [لغات أخرى]‏ \| أموري وفيتا - برودير [الإنجليزية]‏ \| + 7 ث \| \| \| 3 \| Eugenio Bani [الإنجليزية]‏ \| أموري وفيتا - برودير [الإنجليزية]‏ \| + 9 ث \| \| |                 |                          |               |  |
| |                 |                          |               |  |
| |                 |                          |               |  |
| التصنيف العام |                 |                          |               |  |
| العداء | العداء          | الفريق                   | الوقت         |  |
| 1 | Marco Benfatto ‏ | أندروني جوكاتولي-سيدرمك ‏ | 2 س 13 د 16 ث |  |
| 2 | Paolo Lunardon ‏ | أموري وفيتا - برودير ‏    | + 7 ث         |  |
| 3 | Eugenio Bani ‏   | أموري وفيتا - برودير ‏    | + 9 ث         |  |

### مرحلة 2
أجريت في 10 سبتمبر 2016، وامتدّت لمسافة 157.8 كيلومتر.
| \| التصنيف العام \| التصنيف العام \| التصنيف العام \| التصنيف العام \| التصنيف العام \| \| العداء \| العداء \| الفريق \| الوقت \| \| \| ------------- \| ------------------------------ \| ------------------------------------ \| ------------- \| ------------- \| \| 1 \| Marco Benfatto [الإنجليزية]‏ \| أندروني جوكاتولي-سيدرمك [الإنجليزية]‏ \| 5 س 53 د 46 ث \| \| \| 2 \| Māris Bogdanovičs [الإنجليزية]‏ \| Rietumu Banka–Riga [الإنجليزية]‏ \| + 17 ث \| \| \| 3 \| Paolo Lunardon [لغات أخرى]‏ \| أموري وفيتا - برودير [الإنجليزية]‏ \| + 17 ث \| \| |                    |                          |               |  |
| |                    |                          |               |  |
| |                    |                          |               |  |
| التصنيف العام |                    |                          |               |  |
| العداء | العداء             | الفريق                   | الوقت         |  |
| 1 | Marco Benfatto ‏    | أندروني جوكاتولي-سيدرمك ‏ | 5 س 53 د 46 ث |  |
| 2 | Māris Bogdanovičs ‏ | Rietumu Banka–Riga ‏      | + 17 ث        |  |
| 3 | Paolo Lunardon ‏    | أموري وفيتا - برودير ‏    | + 17 ث        |  |

### مرحلة 3
أجريت في 12 سبتمبر 2016، وامتدّت لمسافة 114.7 كيلومتر.
| \| التصنيف العام \| التصنيف العام \| التصنيف العام \| التصنيف العام \| التصنيف العام \| \| العداء \| العداء \| الفريق \| الوقت \| \| \| ------------- \| ----------------------------- \| ------------------------------------ \| ------------- \| ------------- \| \| 1 \| Raffaello Bonusi [الإنجليزية]‏ \| أندروني جوكاتولي-سيدرمك [الإنجليزية]‏ \| 8 س 36 د 49 ث \| \| \| 2 \| جوناس فينجارد \| كولوكويك للدراجات [الإنجليزية]‏ \| + 4 ث \| \| \| 3 \| ماوريسيو أورتيغا \| RTS–Monton Racing Team [الإنجليزية]‏ \| + 10 ث \| \| |                   |                          |               |  |
| |                   |                          |               |  |
| |                   |                          |               |  |
| التصنيف العام |                   |                          |               |  |
| العداء | العداء            | الفريق                   | الوقت         |  |
| 1 | Raffaello Bonusi ‏ | أندروني جوكاتولي-سيدرمك ‏ | 8 س 36 د 49 ث |  |
| 2 | جوناس فينجارد     | كولوكويك للدراجات ‏       | + 4 ث         |  |
| 3 | ماوريسيو أورتيغا  | RTS–Monton Racing Team ‏  | + 10 ث        |  |

### مرحلة 4
أجريت في 13 سبتمبر 2016، وامتدّت لمسافة 157.4 كيلومتر.
| \| التصنيف العام \| التصنيف العام \| التصنيف العام \| التصنيف العام \| التصنيف العام \| \| العداء \| العداء \| الفريق \| الوقت \| \| \| ------------- \| ----------------------------- \| ------------------------------------ \| -------------- \| ------------- \| \| 1 \| Raffaello Bonusi [الإنجليزية]‏ \| أندروني جوكاتولي-سيدرمك [الإنجليزية]‏ \| 12 س 28 د 55 ث \| \| \| 2 \| جوناس فينجارد \| كولوكويك للدراجات [الإنجليزية]‏ \| + 4 ث \| \| \| 3 \| ماوريسيو أورتيغا \| RTS–Monton Racing Team [الإنجليزية]‏ \| + 10 ث \| \| |                   |                          |                |  |
| |                   |                          |                |  |
| |                   |                          |                |  |
| التصنيف العام |                   |                          |                |  |
| العداء | العداء            | الفريق                   | الوقت          |  |
| 1 | Raffaello Bonusi ‏ | أندروني جوكاتولي-سيدرمك ‏ | 12 س 28 د 55 ث |  |
| 2 | جوناس فينجارد     | كولوكويك للدراجات ‏       | + 4 ث          |  |
| 3 | ماوريسيو أورتيغا  | RTS–Monton Racing Team ‏  | + 10 ث         |  |

### مرحلة 5
أجريت في 14 سبتمبر 2016، وامتدّت لمسافة 138.6 كيلومتر.
| \| التصنيف العام \| التصنيف العام \| التصنيف العام \| التصنيف العام \| التصنيف العام \| \| العداء \| العداء \| الفريق \| الوقت \| \| \| ------------- \| ----------------------------- \| ------------------------------------ \| -------------- \| ------------- \| \| 1 \| Raffaello Bonusi [الإنجليزية]‏ \| أندروني جوكاتولي-سيدرمك [الإنجليزية]‏ \| 15 س 31 د 13 ث \| \| \| 2 \| جوناس فينجارد \| كولوكويك للدراجات [الإنجليزية]‏ \| + 4 ث \| \| \| 3 \| ماوريسيو أورتيغا \| RTS–Monton Racing Team [الإنجليزية]‏ \| + 10 ث \| \| |                   |                          |                |  |
| |                   |                          |                |  |
| |                   |                          |                |  |
| التصنيف العام |                   |                          |                |  |
| العداء | العداء            | الفريق                   | الوقت          |  |
| 1 | Raffaello Bonusi ‏ | أندروني جوكاتولي-سيدرمك ‏ | 15 س 31 د 13 ث |  |
| 2 | جوناس فينجارد     | كولوكويك للدراجات ‏       | + 4 ث          |  |
| 3 | ماوريسيو أورتيغا  | RTS–Monton Racing Team ‏  | + 10 ث         |  |

### مرحلة 6
أجريت في 16 سبتمبر 2016، وامتدّت لمسافة 99.6 كيلومتر.
| \| التصنيف العام \| التصنيف العام \| التصنيف العام \| التصنيف العام \| التصنيف العام \| \| العداء \| العداء \| الفريق \| الوقت \| \| \| ------------- \| ----------------------------- \| ------------------------------------ \| -------------- \| ------------- \| \| 1 \| Raffaello Bonusi [الإنجليزية]‏ \| أندروني جوكاتولي-سيدرمك [الإنجليزية]‏ \| 17 س 47 د 50 ث \| \| \| 2 \| جوناس فينجارد \| كولوكويك للدراجات [الإنجليزية]‏ \| + 4 ث \| \| \| 3 \| ماوريسيو أورتيغا \| RTS–Monton Racing Team [الإنجليزية]‏ \| + 10 ث \| \| |                   |                          |                |  |
| |                   |                          |                |  |
| |                   |                          |                |  |
| التصنيف العام |                   |                          |                |  |
| العداء | العداء            | الفريق                   | الوقت          |  |
| 1 | Raffaello Bonusi ‏ | أندروني جوكاتولي-سيدرمك ‏ | 17 س 47 د 50 ث |  |
| 2 | جوناس فينجارد     | كولوكويك للدراجات ‏       | + 4 ث          |  |
| 3 | ماوريسيو أورتيغا  | RTS–Monton Racing Team ‏  | + 10 ث         |  |

## التصنيف العام النهائي
| \| التصنيف العام \| التصنيف العام \| التصنيف العام \| التصنيف العام \| التصنيف العام \| \| العداء \| العداء \| الفريق \| الوقت \| \| \| ------------- \| ------------- \| ------------- \| ------------- \| ------------- \| |        |        |       |  |
| |        |        |       |  |
| |        |        |       |  |
| التصنيف العام |        |        |       |  |
| العداء | العداء | الفريق | الوقت |  |